# Meioneta ripariensis
Meioneta ripariensis là một loài nhện trong họ Linyphiidae.
Loài này thuộc chi Meioneta. Meioneta ripariensis được Andrei V. Tanasevitch miêu tả năm 1984.